# Moulin de la Falaise
Le moulin de la Falaise est un moulin à vent de la commune de Batz-sur-Mer, dans le département français de la Loire-Atlantique.

## Présentation
De type « petit-pied » breton, ce moulin en granit est l'un des plus anciens de la presqu'île guérandaise. Spécialisé dans la farine de sarrasin (également appelé blé noir), il est un des deux moulins encore en activité dans la presqu'île de Guérande. Le deuxième, le moulin de Kerbroué à La Turballe, produit de la farine de froment.
Il se situe au bord de la RD 245, sur la dune de la Falaise, qui s'étend sur environ 20 ha à cheval sur les communes de Batz-sur-Mer et du Croisic. Son nom vient de l'appellation locale de « falaise » donnée aux dunes.

### Historique
Originellement bâti sur un coteau de Guérande au XVIe siècle, il est démonté pierre par pierre pour être remonté au lieu-dit La Falaise à Batz-sur-Mar en 1924-1925, sur les dunes qui s'étendent vers Le Croisic.
Rénové en 1992, il est toujours en activité. Durant la semaine du 11 au 17 juillet 2011, le moulin de la Falaise a subi une importante tempête et a perdu une partie de ses ailes. Celles-ci ont été restaurées et le moulin remis en service en avril 2012.  

### Conception
Le moulin présente une base cylindrique en granit, surmontée d'une tour en encorbellement de plus grand diamètre. Au rez-de-chaussée se trouve la bluterie qui fournit la farine. À l'étage, un mécanisme entraîne la meule qui écrase le grain.

## Autres moulins
On recensait huit moulins par le passé à Batz-sur-Mer, dont les moulins de la Masse, de Kermoisan et de Kerlan, sans ailes et convertis en habitation, et le moulin du Prieuré, belvédère de plaisance (rue de la plage).